# NBA G League Most Improved Player Award
L'NBA G League Most Improved Player Award è il premio conferito dalla NBA G League al giocatore che più si è migliorato nel corso di una stagione.

## Vincitori
| Stagione  | Nazionalità     | Giocatore         | Squadra                  |
| --------- | --------------- | ----------------- | ------------------------ |
| 2009-2010 | Stati Uniti     | Mildon Ambres     | Idaho Stampede           |
| 2010-2011 | Stati Uniti     | Dar Tucker        | New Mexico Thunderbirds  |
| 2011-2012 | Stati Uniti     | Kenny Hayes       | Maine Red Claws          |
| 2012-2013 | Stati Uniti     | Cameron Jones     | Santa Cruz Warriors      |
| 2013-2014 | Stati Uniti     | Frank Gaines      | Maine Red Claws          |
| 2014-2015 | Stati Uniti     | Joe Jackson       | Bakersfield Jam          |
| 2015-2016 | Francia         | Axel Toupane      | Raptors 905              |
| 2016-2017 | Stati Uniti     | Devondrick Walker | Delaware 87ers           |
| 2017-2018 | Stati Uniti     | DeQuan Jones      | Fort Wayne Mad Ants      |
| 2018-2019 | Stati Uniti     | Michael Frazier   | Rio Grande Valley Vipers |
| 2019-2020 | Nigeria         | Gabe Vincent      | Stockton Kings           |
| 2020-2021 | Stati Uniti     | Anthony Lamb      | Rio Grande Valley Vipers |
| 2021-2022 | Stati Uniti     | Craig Randall     | Long Island Nets         |
| 2022-2023 | Rep. Dominicana | Lester Quiñones   | Santa Cruz Warriors      |
| 2023-2024 | Stati Uniti     | Alondes Williams  | Sioux Falls Skyforce     |
| 2024-2025 | Stati Uniti     | Elijah Harkless   | Salt Lake City Stars     |